# Cosmoquímica

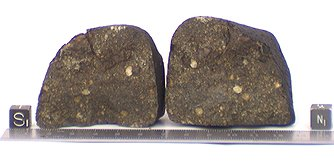
Los meteoritos son usualmente estudiados como parte de la cosmoquímica.

La cosmoquímica (del griego κόσμος kósmos, "universo" y χημεία, khemeía "química") o cosmología química, es el estudio de la composición química de la materia en el universo y los procesos que devinieron en esta composición. Esto se realiza principalmente a través del estudio de la composición química de los meteoritos, micrometeoritos, cometas, asteroides y polvo interestelar. El estudio de meteoritos tiene una relación estrecha con la geología ya que el material extra-terrestre puede ser estudiado aplicando los mismos principios y técnicas con las que se estudian las rocas terrestres. Dado que los asteroides padre de los meteoritos fueron de los primeros materiales sólidos en condensarse a partir de la nebulosa solar temprana, los cosmoquímicos generalmente estudian los objetos contenidos dentro del sistema solar.
La cosmoquímica también estudia el origen y desarrollo de los elementos químicos y sus isótopos en el Universo. Se relaciona con la en particular con la física de las estrellas y las supernovas. Es una disciplina importante dentro de la planetología, ya que sus investigaciones intentan explicar el origen y desarrollo de los mismos. 

## Historia

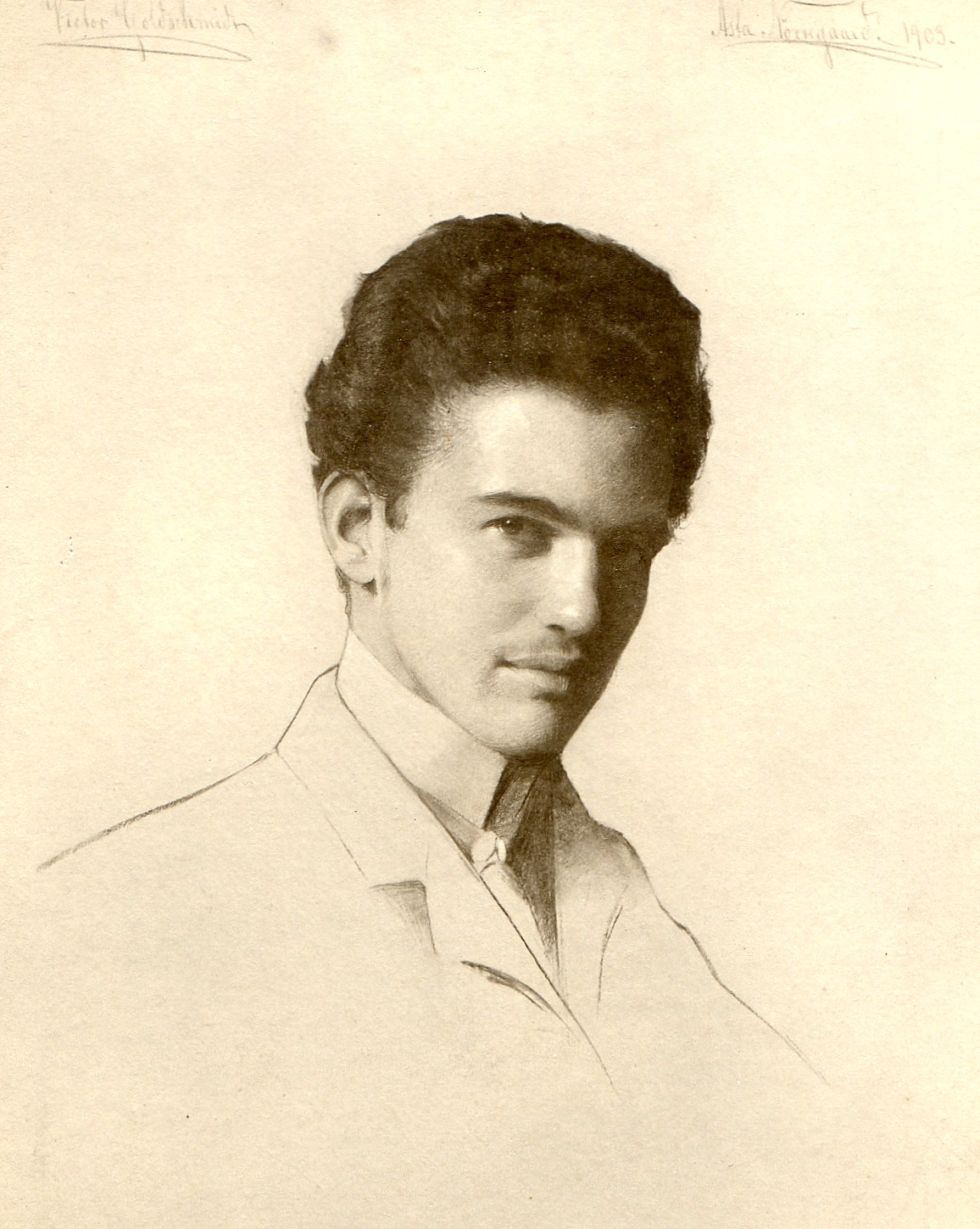
Victor Goldschmidt, fundador de la cosmoquímica moderna, de joven

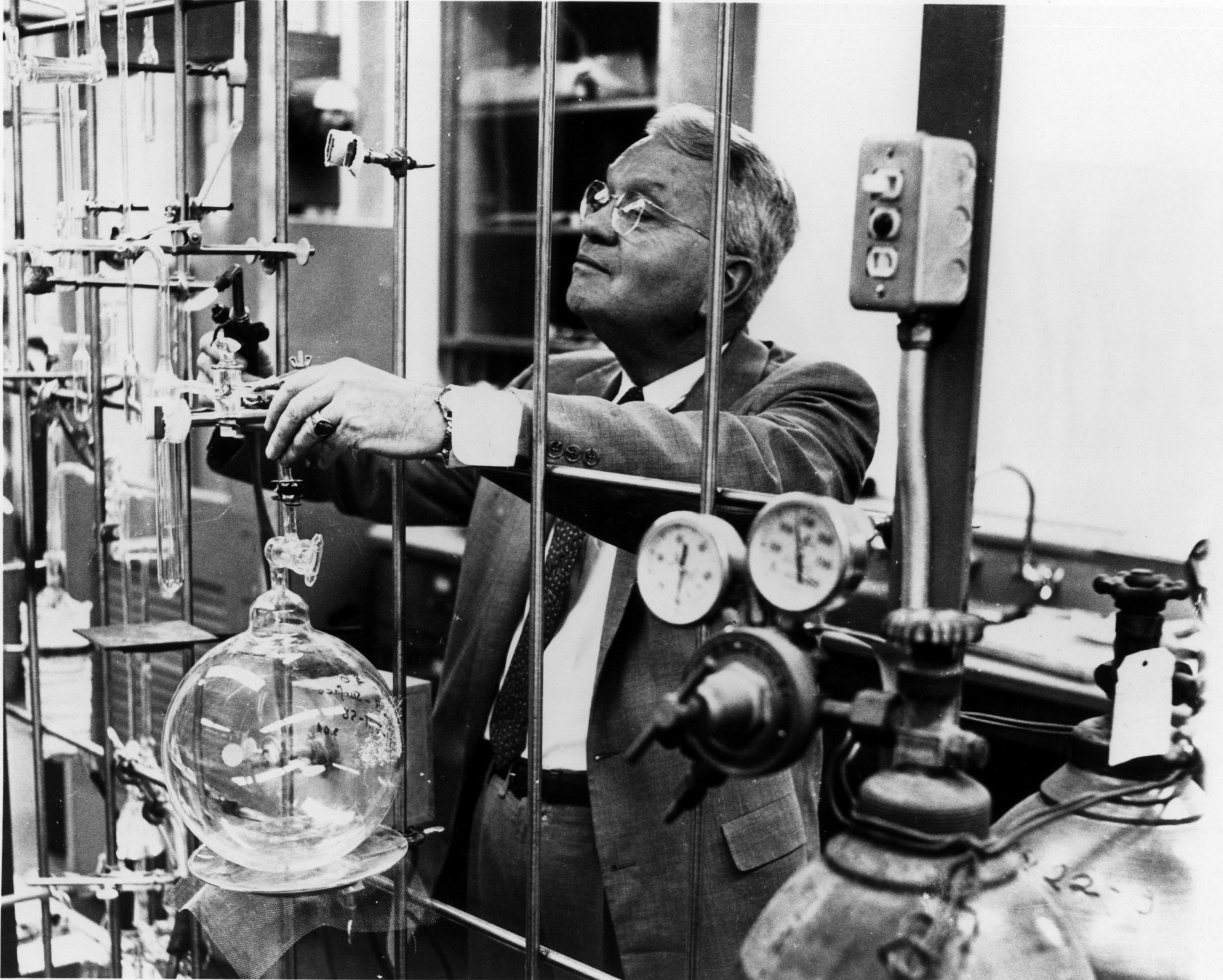
Harold Urey, famoso por el experimento de Miller-Urey, contribuyó a la consolidación de la astroquímica como ciencia.

En 1938, el minerólogo suizo Victor Goldschmidt y sus colegas compilaron una lista de lo que llamaron "abundancias cósmicas", en la que se detallaba la abundancia relativa de los elementos químicos, basada en un análisis de muestras terrestres y de meteoritos. Goldschmidt justificó la inclusión de los datos de la composición de los meteoritos en tu estudio diciendo que las rocas terrestres estaban sujetas a una cantidad significativa de cambios  químicos debido a los procesos inherentes de la tierra y la atmósfera. Esto significa que estudiar las rocas terrestres exclusivamente no podría retratar una imagen adecuada de toda la composición química del cosmos. Por esta razón, Goldschmidt concluyó que el material extraterrestre también debe ser estudiado para producir datos más precisos. Esta investigación se consideró la fundación de la cosmoquímica moderna.
Durante la década de 1950 y 1960, la cosmoquímica se volvió una ciencia más aceptada. Harold Urey, ampliamente considerado como uno de los padres de la cosmoquímica, se involucró en una investigación que eventualmente conduciría al entendimiento del origen de los elementos y la abundancia química en las estrellas. En 1956, Urey y su colega alemán Hans Suess, publicaron la primera tabla de abundancias cósmicas que incluía isótopos basados en el análisis de meteoritos.
El continuo refinamiento de la instrumentación analítica a través de la década de los 60, especialmente de la espectrometría de masas, permitió a los cosmoquímicos realizar análisis detallados de la abundancia isotópica de los elementos dentro de meteoritos. En 1960, John Hamilton Reynolds determinó a través del análisis de nucleidos de vida corta encontrados en meteoritos, que los elementos del sistema solar fueron formados previo al mismo sistema solar, lo que estableció una línea de tiempo de los procesos del sistema solar temprano.

## Meteoritos
Los meteoritos son una de las herramientas más importantes que los cosmoquímicos tienen para el estudio de la naturaleza química del sistema solar. Muchos meteoritos provienen de materiales que son tan viejos como el propio sistema solar y, por lo tanto, proveen una grabación de la nebulosa solar temprana. Las condritas carbónicas son especialmente primitivas, es decir, han mantenido la mayoría de sus propiedades químicas desde su formación hace 4560 millones de años y por lo tanto, constituyen un enfoque importante en la investigación cosmoquímica.
Los meteoritos más primitivos también contienen una pequeña cantidad (<0.1%) de lo que ahora se conoce como granos presolares que son más viejos que el sistema solar y que se derivan directamente de los remanentes de la supernova que proveyó el polvo del cual se formó el sistema solar. Estos granos son reconocibles por su exótica química que es ajena a la del sistema solar (como las matrices de grafito, diamante o carburo de silicio). También poseen relaciones de isótopos diferentes a las del sistema solar (particularmente del sol) y que difieren unos de otros, indicando que provienen de diferentes supernovas. Los meteoritos también pueden contener granos de polvo interestelar que han sido recolectados de elementos no gaseosos en el medio interestelar, como una forma de polvo cósmico.
Recientes descubrimientos de la NASA basados en estudios de meteoritos encontrados en la tierra, sugieren que algunos componentes del ADN y ARN (adenina, guanina y otras moléculas orgánicas), así como otros bloques básicos de la vida (como azúcares), pueden ser creados de forma extraterrestre en el espacio exterior.

## Cometas
El 30 de julio de 2015, se reportó que durante el primer aterrizaje de la sonda espacial Philae en la superficie del cometa 67/P, se encontraron 16 compuestos orgánicos, cuatro de los cuales fueron vistos por primera vez en un cometa, incluyendo acetamida, acetona, metilisocianato y propionaldehído.